# Daugavgrīva
Daugavgrīva es un barrio de la ciudad de Riga, Letonia.

## Superficie
Posee una superficie de 10,147 kilómetros cuadrados (1014,7 hectáreas).

## Población
Hasta 2021 presentaba una población de 7876 habitantes, con una densidad de población de 776,19 habitantes por kilómetro cuadrado.

## Transporte

### Rutas
- Autobús: 3, 30, 36, 56.[1]
- Autobús expreso: 346.[1]